# Marius Weyers
Marius Weyers (nacido el 3 de febrero de 1945 en Johannesburgo) es un actor sudafricano.
Es conocido a nivel internacional por su papel de Andrew Steyn en la película Los dioses deben estar locos (1980).

## Filmografía seleccionada
- Target of an Assassin (1976) como el coronel Albert Pahler
- Los dioses deben estar locos (1980) como Andrew Steyn
- Farewell to the King (1989) como el sargento Conklin
- Happy Together (1989)
- The Power of One (1992)
- Stander (2003) como el padre de Andre Stander
- El triángulo (2005) como Karl Sheedy
- Diamante de sangre (2006) como Rudolf Van De Kaap